# Moreno
Moreno é um município brasileiro do estado de Pernambuco. O município é formado pelo distrito sede e pelo distrito de Bonança.

## História

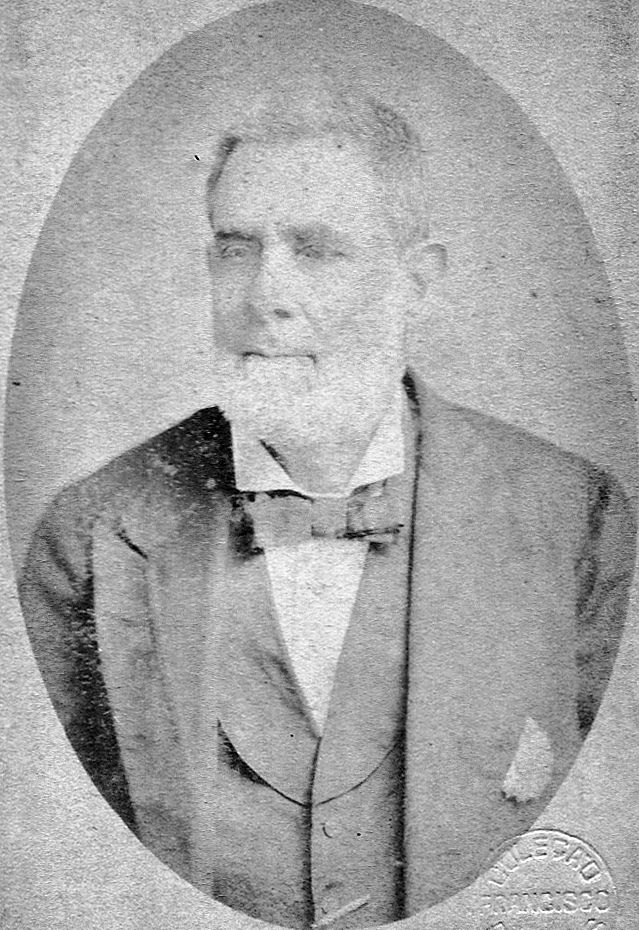
Barão de Morenos

A ocupação do atual município de Moreno provém da faixa de terra comprada, em torno do ano 1616, por dois irmãos portugueses de sobrenome Moreno. A intenção era a instalação de um engenho. Um deles morreu antes da concretização deste projeto.  O segundo, Baltazar Gonçalves Moreno, faleceu no dia do funcionamento do engenho.  A propriedade foi vendida pelos seus herdeiros a Antônio de Souza Leão. O engenho foi visitado por Dom Pedro II em 18 de dezembro de 1859, quando o proprietário foi agraciado com o título de Barão de Moreno e sua esposa, Maria Amélia de Sousa Leão, com o título de Baronesa.
O desenvolvimento do município ganhou impulso com a instalação da indústria têxtil Societé Cotonière Belge Brésilienne, no início do século XX. O distrito foi criado pela lei municipal nº 126, de 8 de março de 1920, subordinado ao município de Jaboatão dos Guararapes. A emancipação veio através da Lei 1.931 de 11 de setembro de 1928. O município foi instalado em 1 de janeiro de 1929.
A história do município está registrada em suas construções seculares: são 39 engenhos, alguns ainda em atividade, com destaque para o Casarão do Engenho Moreno, onde Dom Pedro II se hospedou. O período da indústria têxtil está registrado nos prédios da Vila Operária, Estação Ferroviária, Mercado Público, Prefeitura, obras que identificam o período da industrialização.

## Geografia
Localiza-se a uma latitude 08º07'07" sul e a uma longitude 35º05'32" oeste, estando a uma altitude de 96 metros. Divide-se em dois distritos, Bonança e Moreno.
Possui uma área de 192,14 km², o que corresponde a uma densidade de 283 hab/km², em dados de 2004.

## Economia
As principais atividades econômicas do município são a agropecuária, setor que mais emprega na cidade, com destaques para as culturas de cana de açúcar, coco, banana, inhame, maracujá e acerola. O comércio e a prestação de serviços também têm bastante representatividade na economia local.

## Transportes
Por fazer parte da Região Metropolitana do Recife, o município é servido de linhas de ônibus integradas aos terminais de Jaboatão e TIP, que permitem o acesso a outros municípios e ao Metrô do Recife com o pagamento de uma única passagem. Além das linhas integradas, há o transporte municipal realizado por kombis e vans entre os bairros próximos aos centro da cidade e ao distrito de Bonança, além de linhas de ônibus operadas por pequenas empresas, que trafegam para os bairros e engenhos mais distantes, circulando por estradas vicinais com horários reduzidos, especialmente nos dias de feira.

## Morenenses ilustres
- Vasconcelos Sobrinho, engenheiro agrônomo.
- Ney de Albuquerque Maranhão, político, senador por Pernambuco e prefeito da cidade.
- Padre Geraldo Leite Bastos, sacerdote, escritor e compositor.

## Feriados municipais
- 20 de janeiro - Festa de São Sebastião - Co-padroeiro (Lei 539/16);
- 23 de junho - São João (Lei 047/85);
- 11 de setembro - Emancipação do Município (Lei 047/85);
- 8 de dezembro - Festa da Padroeira - Nossa Senhora da Conceição (Lei 047/85).

## Hino municipal
Terra de trabalho
De progresso e de labor
Onde impera a confiança
De ter paz e ter valor

Salve, bela cidade!
Tens passado que nos honra
E com teus montes ensinas
Ser Moreno valorosa
Terra das verdes colinas

Broto de engenho
De Catende és tradição
Da nobreza tens origem
Teu emblema é um brasão

Povo dedicado
A servir sem relutar
Tendo por lema o trabalho

Vai Moreno a caminhar